# Superliga 1997/98 (Türkei)
Die Saison 1997/98 war die sechste Spielzeit der Superliga, der höchsten türkischen Eishockeyspielklasse. Meister wurde zum ersten Mal in der Vereinsgeschichte überhaupt İstanbul Paten SK.

## Hauptrunde

### Modus
In der Hauptrunde absolvierte jede der sieben Mannschaften insgesamt zwölf Spiele. Der Erstplatzierte der Hauptrunde wurde Meister. Für einen Sieg erhielt jede Mannschaft zwei Punkte, bei einem Unentschieden gab es ein Punkt und bei einer Niederlage null Punkte.

### Tabelle
|    | Klub                            | Sp | S  | U | N  | Punkte |
| -- | ------------------------------- | -- | -- | - | -- | ------ |
| 1. | İstanbul Paten SK               | 12 | 11 | 0 | 1  | 22     |
| 2. | Büyükşehir Belediyesi Ankara SK | 12 | 10 | 0 | 2  | 20     |
| 3. | Gümüş Patenler SK               | 12 | 8  | 0 | 4  | 16     |
| 4. | TED Ankara Kolejliler SK        | 12 | 4  | 1 | 7  | 9      |
| 5. | Istanbul Tarabya                | 12 | 4  | 1 | 7  | 9      |
| 6. | Izmir Büyüksehir BSK            | 12 | 2  | 0 | 10 | 4      |
| 7. | Polis Akademisi ve Koleji       | 12 | 1  | 0 | 11 | 2      |

Sp = Spiele, S = Siege, U = Unentschieden, N = Niederlagen